# Jurik Vardanjan
Jurik Vardanjan (arménsky: Յուրի Վարդանյան; 13. června 1956 Gjumri – 1. listopadu 2018) byl arménský vzpěrač reprezentující Sovětský svaz. Během své kariéry vytvořil 43 světových rekordů. Na olympijských hrách v Moskvě roku 1980 získal zlatou medaili v kategorii do 82,5 kilogramu (lehkotěžká váha). Stal se prvním vzpěračem z Arménie, který vyhrál zlatou medaili ve vzpírání. Zvítězil světovým rekordem, když jako první na světě zdvihl ve své váhové kategorii nad hlavou v součtu trhu a nadhozu 400 kilogramů. Ani vítězové dvou vyšších váhových kategorií nezvedli na těchto hrách více. Má na svém kontě též sedm titulů mistra světa (1977–1981, 1983, 1985) a pět titulů mistra Evropy (1977, 1978, 1980, 1981, 1983). Více světových titulů má jen Vasilij Alexejev. Kvůli sovětskému bojkotu olympiády v Los Angeles roku 1984 mu unikla téměř jistá zlatá olympijská medaile. Na „náhradních“ hrách družby sportovců bojkotujícího východního bloku vyhrál s výkonem 405 kilogramů. Tento nový světový rekord dosud nikdo nepřekonal (změnily se ovšem také váhové definice kategorií, rekord v dnešní lehkotěžké váze – do 85 kg – je 394 kg). Vítězi losangeleských her v lehkotěžké váze, Rumunovi Petre Becheruovi, stačilo na zlato 355 kg, tedy o půl metráku méně než zvedl Vardanjan na hrách družby (Rumunsko se k bojkotu americké olympiády nepřipojilo, ačkoli bylo rovněž komunistickou zemí).
Kariéru Vardanjan ukončil roku 1985, podle svých pozdějších slov pod tlakem sovětské vlády poté, co se odmítl politicky angažovat; sám chtěl ještě na olympiádu v Soulu roku 1988 a s oblibou říkal, že mu sovětští funkcionáři ukradli tři zlaté olympijské medaile. Byl sovětskými orgány nicméně mnohokrát oceněn, v roce 1977 byl jmenován Zasloužilým mistrem sportu Sovětského svazu a roku 1985 mu byl udělen Leninův řád. V roce 1992 se přestěhoval do Spojených států, údajně po sporech s tehdejším arménským prezidentem Levonem Ter-Petrosjanem. V roce 1994 byl uveden do síně slávy Mezinárodní vzpěračské federace. V roce 2009 se vrátil i s rodinou do Arménie a začal silně podporovat prezidenta Serže Sarkisjana, jehož se stal poradcem. V květnu 2013 byl jmenován arménským ministrem sportu a mládeže. V červnu byl jmenován arménským velvyslancem v Gruzii. Tento krok byl kritizován některými diplomaty a politiky. Například bývalý arménský ministr zahraničí Alexander Arzumanjan řekl, že hluboce respektuje Vardanjanovy úspěchy ve sportu, ale pochybuje o jeho znalostech arménsko-gruzínských vztahů. Vláda kritiku odmítala s tím, že vztahy s Gruzií jsou dlouhodobě dobré a post tamního velvyslance profesionálního diplomata nevyžaduje. Ve funkci působil do roku 2017, poté se vrátil do Spojených států, kde i zemřel.